# Micrurus remotus
Micrurus remotus é uma espécie de cobra-coral, um elapídeo do gênero Micrurus. É uma coral tricolor de pequeno porte, medindo entre 45 a 55 cm. Apresenta entre 25 a 40 anéis pretos simples e anéis vermelhos que são cerca de 2 vezes maiores que os pretos e são delimitados por finas linhas amarelas. Ocorre no leste da Colômbia, sul da Venezuela e norte do Brasil, incluindo o pico da Neblina.